# 全国アマチュアビリヤード都道府県選手権大会
全国アマチュアビリヤード都道府県選手権大会（ぜんこく―とどうふけんせんしゅけんたいかい）は、日本ビリヤード協会が主催するビリヤードの全国大会である。

## 概要
国民体育大会への参加を目指して2002年に創設された大会。
毎年8月または9月に翌年の国体開催都道府県で、「国体記念大会」として開かれている。
ポケット（A・B・L級）とキャロム（スリークッション）が実施される。いずれの種目も都道府県予選を勝ち抜いたアマチュアが出場権を得る。

## 開催記録
| 回 | 年   | 開催地               |
| -- | ---- | -------------------- |
| 1  | 2002 | 静岡                 |
| 2  | 2003 | 埼玉                 |
| 3  | 2004 | 岡山                 |
| 4  | 2005 | 兵庫                 |
| 5  | 2006 | 秋田                 |
| 6  | 2007 | 大分                 |
| 7  | 2008 | 新潟                 |
| 8  | 2009 | 千葉                 |
| 9  | 2010 | 山口                 |
| 10 | 2011 | 岐阜                 |
| 11 | 2012 | 東京ビリヤード・ロサ |
| 12 | 2013 | 北九州ビリヤード淡路 |
| 13 | 2014 | 和歌山県立体育館     |
| 14 | 2015 | 岩手                 |